# 诺曼·麦克拉伦

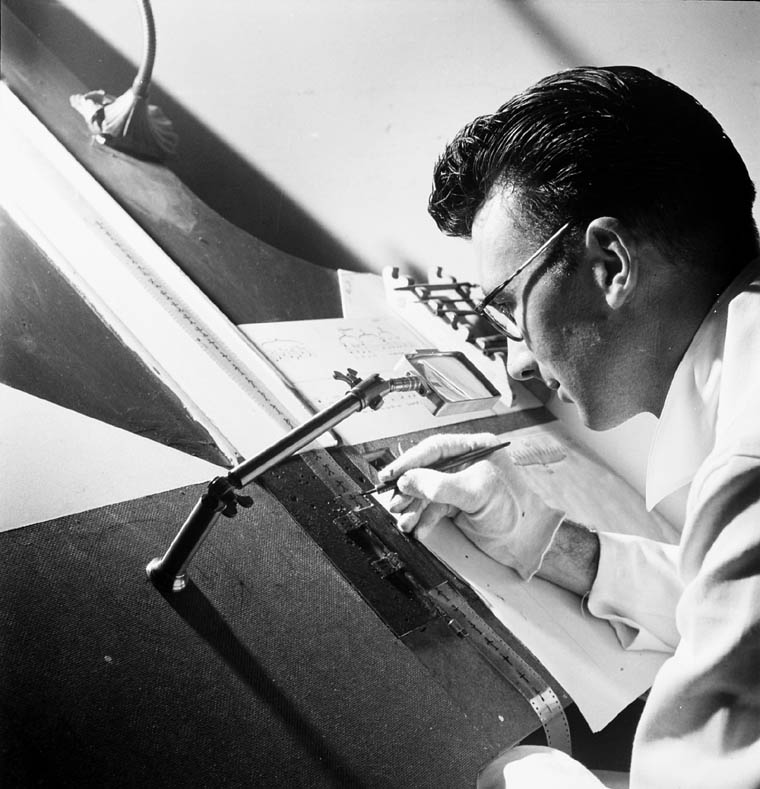
诺曼·麦克拉伦

诺曼·麦克拉伦 (1914年4月11日 - 1987年1月27日) 是一位苏格兰裔加拿大动画师、导演兼制片人 。 他曾獲得一项奥斯卡金像奖、一项金棕榈奖、三项英国电影学院奖和六项威尼斯电影节奖。 